# HD 9446 c
إتش دي 9446 ج هو كوكب خارج المجموعة الشمسية اكتشف عام 2010، ويدور حول النجم إتش دي 9446 في كوكبة المثلث على بعد 53 فرسخ فلكي عن الأرض.